# ENEOSウイング

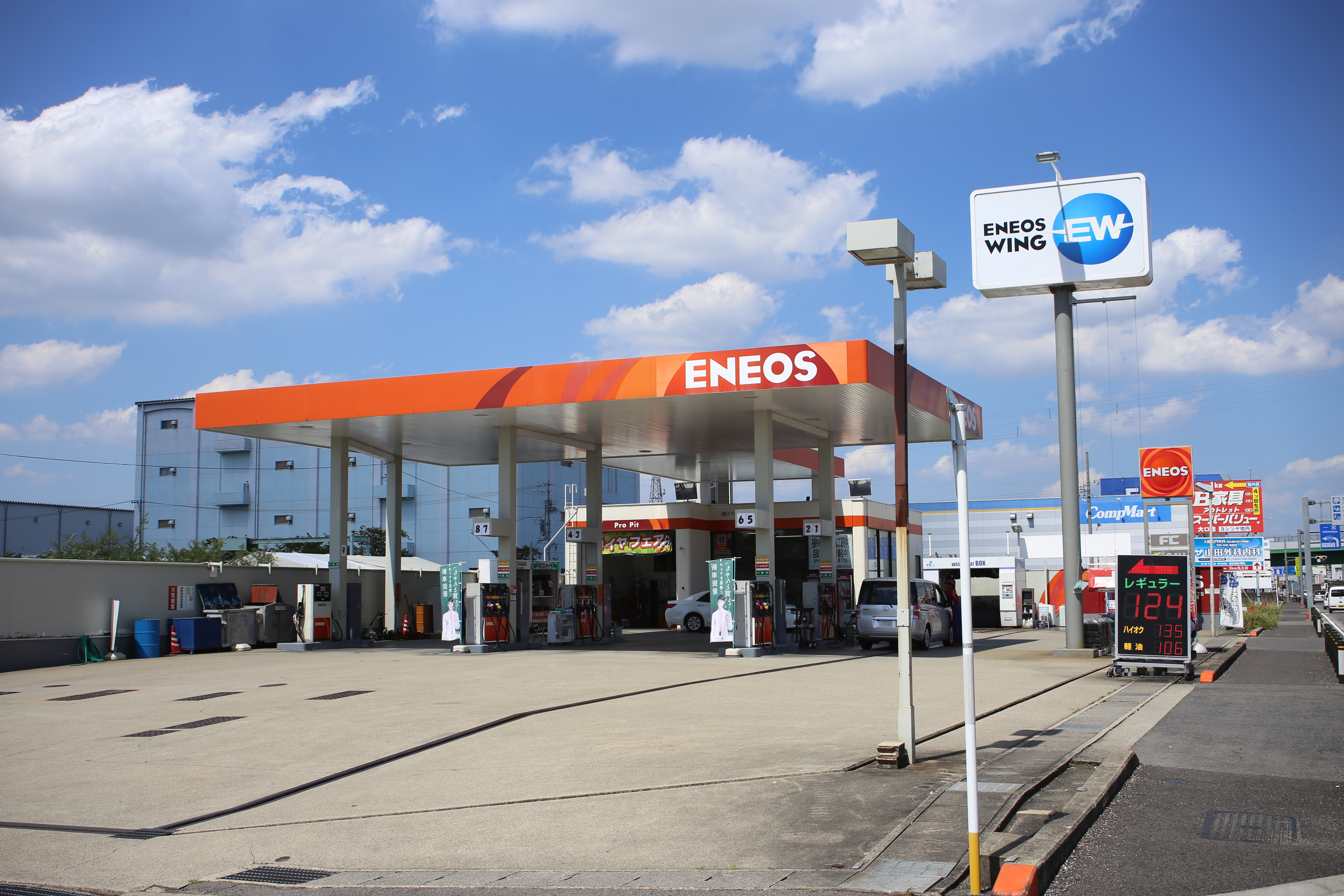
ENEOS WINGブランドのガソリンスタンド（愛知県小牧市、2016年8月）

株式会社ENEOSウイング（エネオスウイング、英: ENEOS WING Corporation）は、石油販売（ガソリンスタンド）などを行っている日本の企業である。
複数の石油元売業者と契約しており、自社ブランド「Ikko」の看板と供給先の看板を並べて掲げている。他社とは異なり、直営店による店舗展開を図っている。
2013年2月1日には鈴与商事の子会社である鈴与エネルギー株式会社と共同持株会社のJ&Sフリートホールディングス株式会社（JX日鉱日石エネルギー(現・ENEOS) 60%、鈴与商事 40%）を設立し事業統合した。
2014年3月にブランドマークを刷新し、「Ikko」などの旧屋号の看板から順次「ENEOS WING」の看板に切り替えられている。
JX傘下に入る以前のIKKO時代はコスモ石油や出光興産、経営統合以前のモービル（2018年のブランド統合と無関係に変更）ブランドの店舗もあった。

## 沿革
- 1950年（昭和25年）7月1日 - 一光石油商会として、名古屋市瑞穂区で創業[4]。
- 1951年（昭和26年）11月17日 - 一光石油販売株式会社に改組[4]。
- 1973年（昭和48年）11月 - 株式会社一光に社名変更[4]。
- 1977年（昭和52年）3月 - 本社を現在地に移転。
- 1992年（平成4年） - 野球部の設立を発表（活動開始は1994年から）。
- 2009年（平成21年）7月1日 - ネクステージ中国より、高速道路上のガソリンスタンド（安佐SA下り線・大佐SA下り線・蒜山高原SA下り線）を移管（ブランドはENEOSのまま変更なし。大佐SA下り線・蒜山高原SA下り線は24時間営業から7:00～22:00へ変更）。
- 2012年5月30日 - 同年7月2日付けで一光グループ4社[注釈 1]の全株式をJX日鉱日石エネルギー株式会社（現・ENEOS株式会社）に譲渡することを発表。
- 2013年
  - 2月1日 - 鈴与エネルギー株式会社との共同持株会社であるJ&Sフリートホールディングス株式会社を設立。
  - 6月3日 - 子会社である株式会社一光梱包輸送の全株式を株式会社ニヤクコーポレーションへ譲渡。
  - 10月1日 - 鈴与エネルギー株式会社とその子会社、および一光の子会社である一光環境住設株式会社[注釈 2]を吸収合併し、株式会社ENEOSウイングに商号を変更[5][6]。
- 2014年
  - 3月14日 - 旧看板を新ブランドマークである「ENEOS WING」へ切替を開始[3]。
- 2019年11月 - 株式会社京葉オートモビルサービスおよび京葉オートライフ株式会社を子会社化[1]。

## 特徴のあるガソリンスタンド
以下のSSは「ENEOS/Ikko」表記だったが、前述のブランドマーク変更に伴い、「ENEOS」のみの表記に変更されている。
- ENEOS Dr.Drive名阪中瀬インター店（三重県伊賀市） - 名阪国道中瀬ICの北西（上り線入口側）に隣接。
- ENEOS名阪治田インターTS（同市） - 名阪国道治田ICの南東（下り線側）に隣接。

いずれも、名阪国道にはガソリンスタンドがないため、重宝されている。
- ENEOS東出雲インターSS（島根県松江市） - 山陰自動車道東出雲ICの南（下り線入口側）に隣接。山陰自動車道は有料区間と無料区間が複雑に入り組んでおり、当ICは有料区間と無料区間の境界となっている。また、山陰自動車道にはガソリンスタンドがないため、重宝されている。

## 関連会社
- 株式会社ENEOSウイング・サプライ（旧・株式会社I・O） - 石油製品販売。
- 株式会社京葉オートモビルサービス
- 京葉オートライフ株式会社